# Differentiated services
Differentierad Service (eng: Differented Services) eller DiffServ är en metod för att försöka garantera en servicenivå (quality of service) i datanätverk.
När ett IP-paket kommer in i ett DiffServ-nät klassificeras det av den första routern. DiffServ använder sig av IP-headerns Type of Service-fält och klassificerar paketet med en DiffServ Code Point - DSCP. Klassificeringen kan sedan användas av efterföljande routrar för att avgöra vilka prioriteringar som ska göras. Ett högre DSCP-värde innebär högre prioritet.